# تینا چارلز (خواننده)
تینا چارلز (انگلیسی: Tina Charles؛ زادهٔ ۱۰ مارس ۱۹۵۴) یک موسیقی‌دان اهل بریتانیا است. وی از سال ۱۹۶۹ میلادی تاکنون مشغول فعالیت بوده‌است.